# Eremiolirion amboense
Eremiolirion amboense är en enhjärtbladig växtart som först beskrevs av Schinz, och fick sitt nu gällande namn av John Charles Manning och Mannh. Eremiolirion amboense ingår i släktet Eremiolirion och familjen Tecophilaeaceae. Inga underarter finns listade i Catalogue of Life.